# Yū Kobayashi (piłkarz)
Yū Kobayashi (jap. 小林悠 Kobayashi Yū; ur. 23 września 1987 w prefekturze Aomori) – japoński piłkarz, reprezentant kraju.

## Statystyki
| Reprezentacja Japonii | Reprezentacja Japonii | Reprezentacja Japonii |
| Rok                   | Mecze                 | Gole                  |
| --------------------- | --------------------- | --------------------- |
| 2014                  | 2                     | 0                     |
| Razem                 | 2                     | 0                     |